# 愛知県道48号岡崎刈谷線
愛知県道48号岡崎刈谷線（あいちけんどう48ごう おかざきかりやせん）は、愛知県岡崎市から刈谷市に至る県道（主要地方道）である。

## 概要
経路が異なるが刈谷から安城を経て岡崎までの「長根路(現在もグーグルマップ上では長根街道と掲載されている)」だった。(現在の三河安城駅付近の字長根が由来)
地元住民には「オカカリ」「ヨンパチ」の愛称で呼ばれる。また、岡崎市内区間には「竜南メーンロード」という愛称がつけられている。国道1号がJR東海道本線の北側を並行しているのに対し、岡刈線は概ね東海道本線の南側を並行している。
国道1号および国道23号のバイパス的機能を果たしていることもあり、日中の交通量はかなり多い。特に東海道本線・愛知環状鉄道・愛知環状鉄道線をくぐる岡崎市羽根町の羽根ガード付近では、交通が集中する箇所にも関わらず2車線道路のため朝夕を中心に渋滞が発生している。また、かつては矢作川を渡る「渡橋」（わたりばし）でも渋滞が目立っていたが、4車線化拡幅後は渋滞がほとんど発生していない。

### 路線データ
- 起点：愛知県岡崎市美合町（国道1号交点：ほたる橋南交差点）
- 終点：愛知県刈谷市中手町（国道155号交点：中手町交差点）
- 総距離：24.3 km

## 沿革
- 1972年（昭和47年）5月4日：認定。
- 2002年（平成14年）：矢作川の渡橋を4車線化、供用開始。

## 交通規制
岡崎市の羽根ガードで大雨による道路冠水時に通行止めになることがある。

## 通過する自治体
- 愛知県
  - 岡崎市
  - 安城市
  - 刈谷市

## 接続する道路

### 接続道路
| 接続する道路                                                  | 接続する場所 | 接続する場所                                      | 接続する場所                                      | 接続する場所                                                              |
| ------------------------------------------------------------- | ------------ | ------------------------------------------------- | ------------------------------------------------- | ------------------------------------------------------------------------- |
| 全ての座標を示した地図 - OSM 全座標を出力 - KML 表示          |              |                                                   |                                                   |                                                                           |
| 国道1号（保母道）                                             | 岡崎市       | 美合町                                            | ほたる橋南交差点                                  | 北緯34度55分49.4秒 東経137度11分51.1秒 / 北緯34.930389度 東経137.197528度 |
| 東海道                                                        | 岡崎市       | 美合町                                            | ほたる橋南交差点西方                              | 北緯34度55分49.3秒 東経137度11分45.9秒 / 北緯34.930361度 東経137.196083度 |
| 愛知県道26号岡崎環状線（竜東メーンロード）                    | 岡崎市       | 大西町                                            | 光ヶ丘交差点                                      | 北緯34度55分51.8秒 東経137度10分49.2秒 / 北緯34.931056度 東経137.180333度 |
| 竜美丘ポプラ通り                                              | 岡崎市       | 明大寺町                                          | 小豆坂小学校口交差点                              | 北緯34度55分56.7秒 東経137度10分24.4秒 / 北緯34.932417度 東経137.173444度 |
| 国道248号                                                     | 岡崎市       | 戸崎町                                            | 戸崎町交差点                                      | 北緯34度55分56.2秒 東経137度9分59秒 / 北緯34.932278度 東経137.16639度     |
| 愛知県道483号岡崎幸田線（電車通り）                           | 岡崎市       | 羽根町                                            | 羽根ガード東交差点                                | 北緯34度55分50.7秒 東経137度9分35.4秒 / 北緯34.930750度 東経137.159833度  |
| 愛知県道43号岡崎碧南線（土呂西尾道）                          | 岡崎市       | 羽根西                                            | JR羽根ガード西交差点西方                          | 北緯34度55分48.8秒 東経137度9分18.6秒 / 北緯34.930222度 東経137.155167度  |
| 愛知県道293号桜井岡崎線（六名通り）                           | 岡崎市       | 天白町                                            | 上和田西交差点                                    | 北緯34度56分3.5秒 東経137度8分44.1秒 / 北緯34.934306度 東経137.145583度   |
| 愛知県道44号岡崎西尾線（桜井道）                              | 岡崎市       | 昭和町                                            | 昭和町東交差点                                    | 北緯34度56分41秒 東経137度7分16.1秒 / 北緯34.94472度 東経137.121139度     |
| 愛知県道26号岡崎環状線                                        | 岡崎市       | 昭和町                                            | 昭和町北交差点                                    | 北緯34度56分42.5秒 東経137度7分10.9秒 / 北緯34.945139度 東経137.119694度  |
| 愛知県道78号安城幸田線                                        | 安城市       | 安城町                                            | 安城町清水交差点                                  | 北緯34度56分51.5秒 東経137度5分49.9秒 / 北緯34.947639度 東経137.097194度  |
| 愛知県道286号安城桜井線                                       | 安城市       | （安城町宮地交差点 - 安城町宮前交差点で重複）     | （安城町宮地交差点 - 安城町宮前交差点で重複）     | （安城町宮地交差点 - 安城町宮前交差点で重複）                             |
| 愛知県道45号安城碧南線                                        | 安城市       | 小堤町                                            | 小堤町交差点                                      | 北緯34度57分15秒 東経137度4分43.6秒 / 北緯34.95417度 東経137.078778度     |
| 愛知県道288号豊田安城自転車道線（豊田安城サイクリングロード） | 安城市       | 百石町                                            |                                                   | 北緯34度57分18.4秒 東経137度4分37.8秒 / 北緯34.955111度 東経137.077167度  |
| 愛知県道295号道場山安城線                                     | 安城市       | 横山町                                            | 横山町交差点                                      | 北緯34度57分24.3秒 東経137度4分27.4秒 / 北緯34.956750度 東経137.074278度  |
| 愛知県道47号岡崎半田線                                        | 安城市       | （下菅池交差点 - 箕輪町昭和交差点で重複）         | （下菅池交差点 - 箕輪町昭和交差点で重複）         | （下菅池交差点 - 箕輪町昭和交差点で重複）                                 |
| 愛知県道12号豊田一色線                                        | 安城市       | （箕輪町昭和交差点 - 二本木町東切替交差点で重複） | （箕輪町昭和交差点 - 二本木町東切替交差点で重複） | （箕輪町昭和交差点 - 二本木町東切替交差点で重複）                         |
| 愛知県道296号小垣江安城線                                     | 安城市       | 箕輪町                                            | 三河安城南町交差点                                | 北緯34度57分47.7秒 東経137度3分37.5秒 / 北緯34.963250度 東経137.060417度  |
| 愛知県道298号安城知立線                                       | 安城市       | 箕輪町                                            | 三河安城南町交差点                                | 北緯34度57分47.7秒 東経137度3分37.5秒 / 北緯34.963250度 東経137.060417度  |
| 国道23号（知立バイパス）                                      | 刈谷市       | 松栄町                                            | 松栄町東交差点 - 野田IC                           | 北緯34度58分40.6秒 東経137度2分12.1秒 / 北緯34.977944度 東経137.036694度  |
| 国道419号                                                     | 刈谷市       | 松栄町                                            | 松栄町交差点                                      | 北緯34度58分44.1秒 東経137度2分4.6秒 / 北緯34.978917度 東経137.034611度   |
| 国道419号                                                     | 刈谷市       | 松栄町                                            | 野田町交差点                                      | 北緯34度58分51.7秒 東経137度1分48.9秒 / 北緯34.981028度 東経137.030250度  |
| 愛知県道51号知立東浦線                                        | 刈谷市       | （刈谷警察北交差点 - 元中根交差点で重複）         | （刈谷警察北交差点 - 元中根交差点で重複）         | （刈谷警察北交差点 - 元中根交差点で重複）                                 |
| 愛知県道245号半城土広小路線                                   | 刈谷市       | 広小路                                            | 刈谷市駅北交差点                                  | 北緯34度59分9.1秒 東経136度59分32.2秒 / 北緯34.985861度 東経136.992278度  |
| 愛知県道246号刈谷大府線                                       | 刈谷市       | 寺横町                                            | 寺横町交差点                                      | 北緯34度59分22秒 東経136度59分25.4秒 / 北緯34.98944度 東経136.990389度    |
| 国道155号                                                     | 刈谷市       | 中手町                                            | 中手町交差点                                      | 北緯35度0分21.1秒 東経136度59分32.6秒 / 北緯35.005861度 東経136.992389度  |
| 全ての座標を示した地図 - OSM                                  | 刈谷市       |                                                   |                                                   |                                                                           |
| 全座標を出力 - KML                                            | 刈谷市       |                                                   |                                                   |                                                                           |
| 表示                                                          | 刈谷市       |                                                   |                                                   |                                                                           |

## 沿線周辺

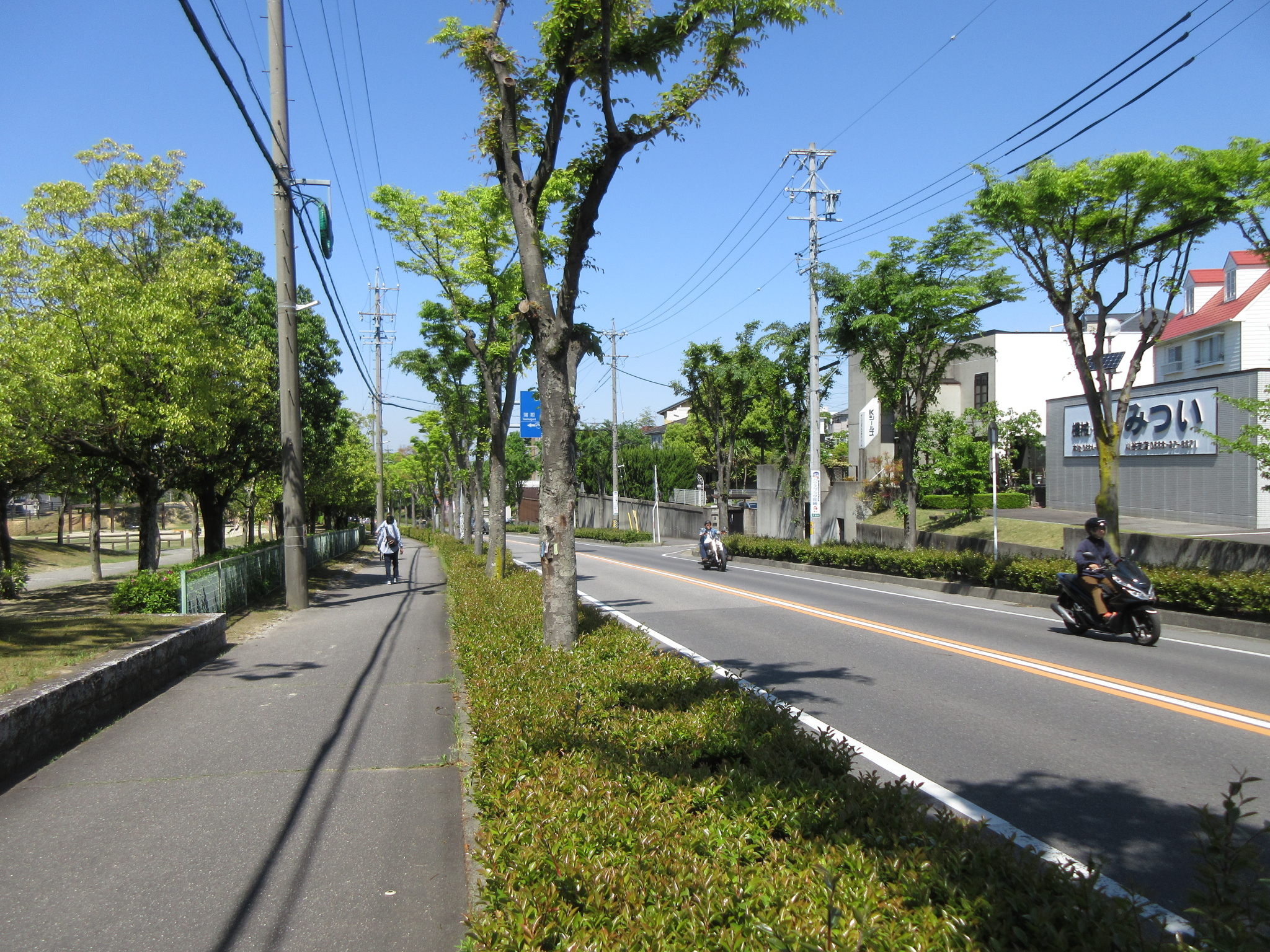
岡崎市戸崎町

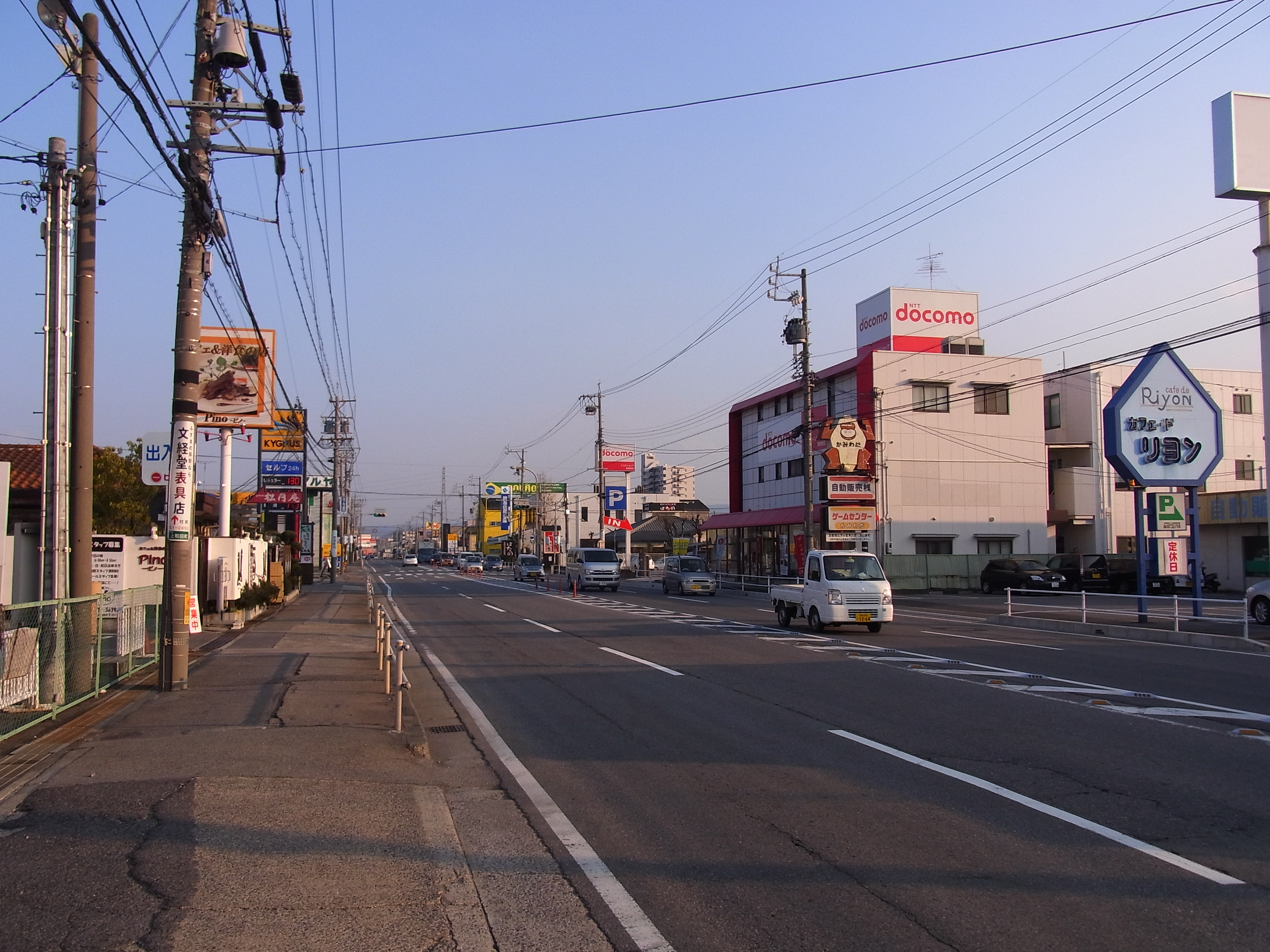
岡崎市内の4車線区間（上和田町）

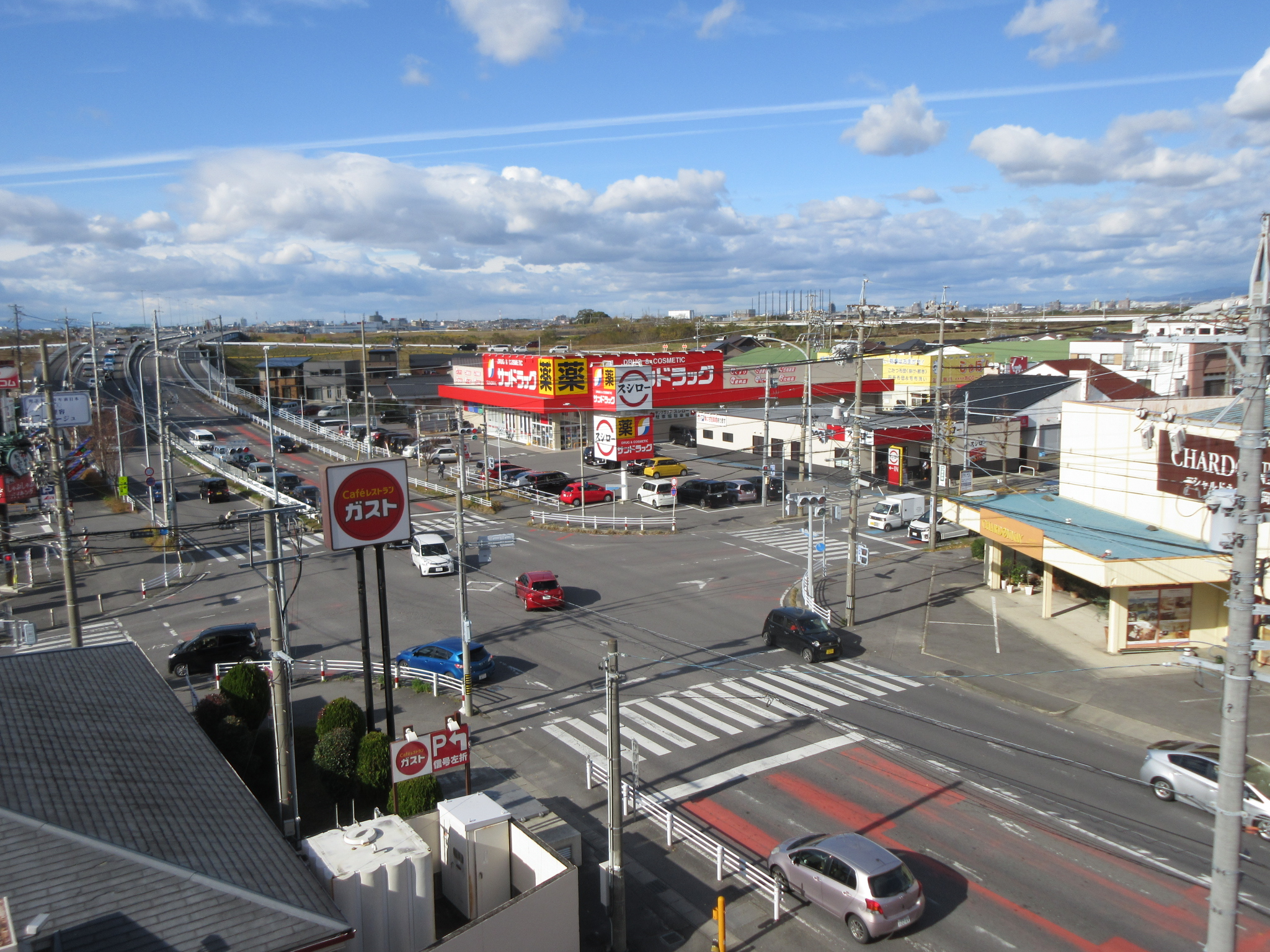
上和田西交差点（岡崎市天白町）

### 岡崎市
- 小豆坂古戦場
- 光ヶ丘女子高等学校
- 三河病院
- 西友岡崎店
- 岡崎市シビックセンター
- JR東海道本線 / 愛知環状鉄道・愛知環状鉄道 岡崎駅
- ピアゴ上和田店
- エルエルタウン
- 矢作川（渡橋）
- 岡崎石工団地
- JR東海道本線 西岡崎駅

### 安城市
- 名鉄西尾線 南安城駅
- ヤマナカ 安城フランテ館
- 安城学園高等学校
- 安城警察署
- ドミー安城横山店
- JR東海道新幹線・東海道本線 三河安城駅

### 刈谷市
- JR東海道本線 東刈谷駅
- JR東海道本線 野田新町駅
- 愛知県立刈谷東高等学校
- 刈谷合同庁舎
- JR東海道本線・名鉄三河線 刈谷駅
- 刈谷市役所
- 名鉄三河線 刈谷市駅
- 愛知県立刈谷北高等学校
- JR東海道本線 逢妻駅

## 別名
- 竜南メーンロード（岡崎市）
- ヨンパチ（安城市）
- 広小路通り（刈谷市）